# Juan Butrón
Juan Butrón (* 30. November 1900 in Bilbao; † November 1992) war ein spanischer Karambolagespieler und mehrfacher Weltmeister.

## Karriere
Der in Bilbao geborene Butrón begann in frühen Jahren mit dem Karambolagespiel. Seine bevorzugten Disziplinen waren die Freie Partie und das Cadre. Er war mehrfacher spanischer Meister und nahm 1930 erstmals an einer Weltmeisterschaft (Freie Partie) teil, die er mit einem vierten Platz abschloss. Zwei Jahre später gewann er in dieser Disziplin seine erste von insgesamt drei Goldmedaillen. Zu der Zeit stellte er auch seinen Weltrekord in der Freien Partie mit 500 Punkten in einer Aufnahme auf.
Insgesamt nahm er an 14 Weltmeisterschaften und fünf Europameisterschaften in der Freien Partie und Cadre teil. Bei den EM kann er jedoch nie über den achten Platz hinaus.

## Erfolge
- Freie-Partie-Weltmeisterschaft:  1932, 1936, 1937 •  1934, 1935, 1939[3]